# Werbellinkanal

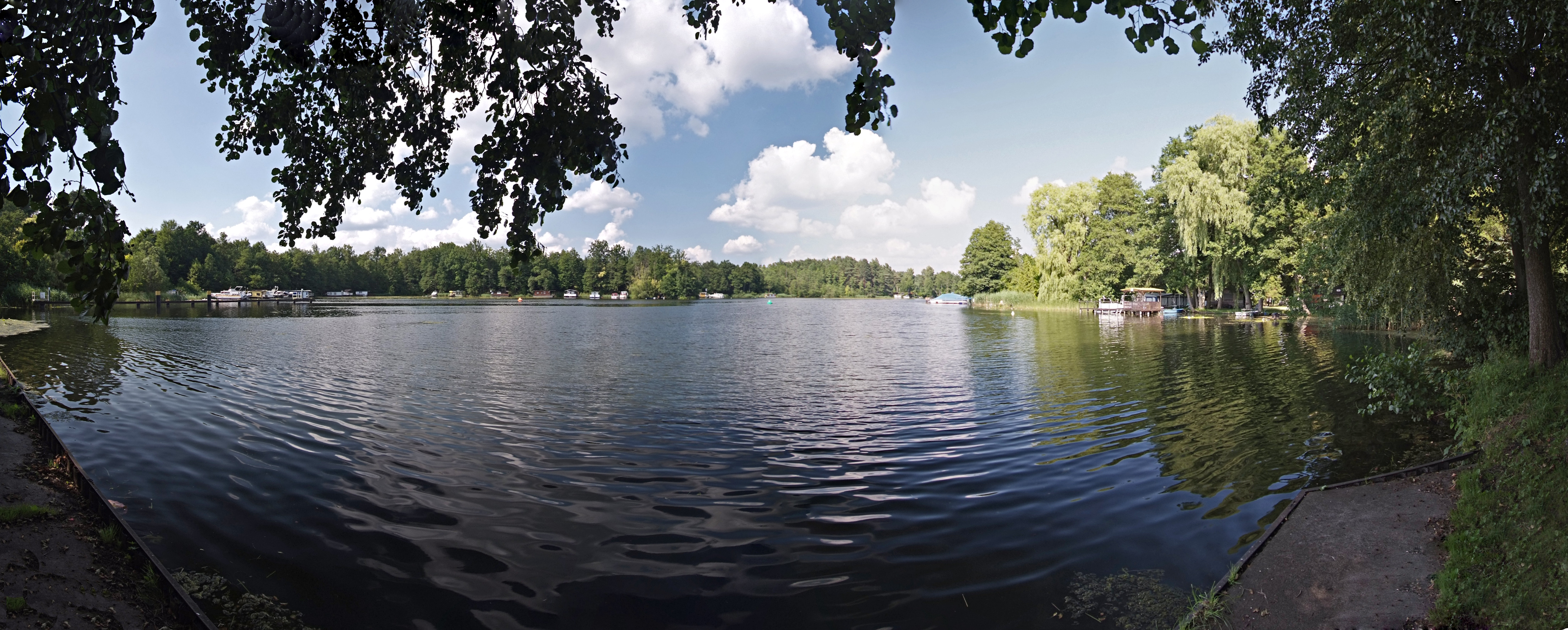
Der Rosenbecker See (früher Schleusenteich) im Werbellinkanal nördlich der Schleuse Rosenbeck

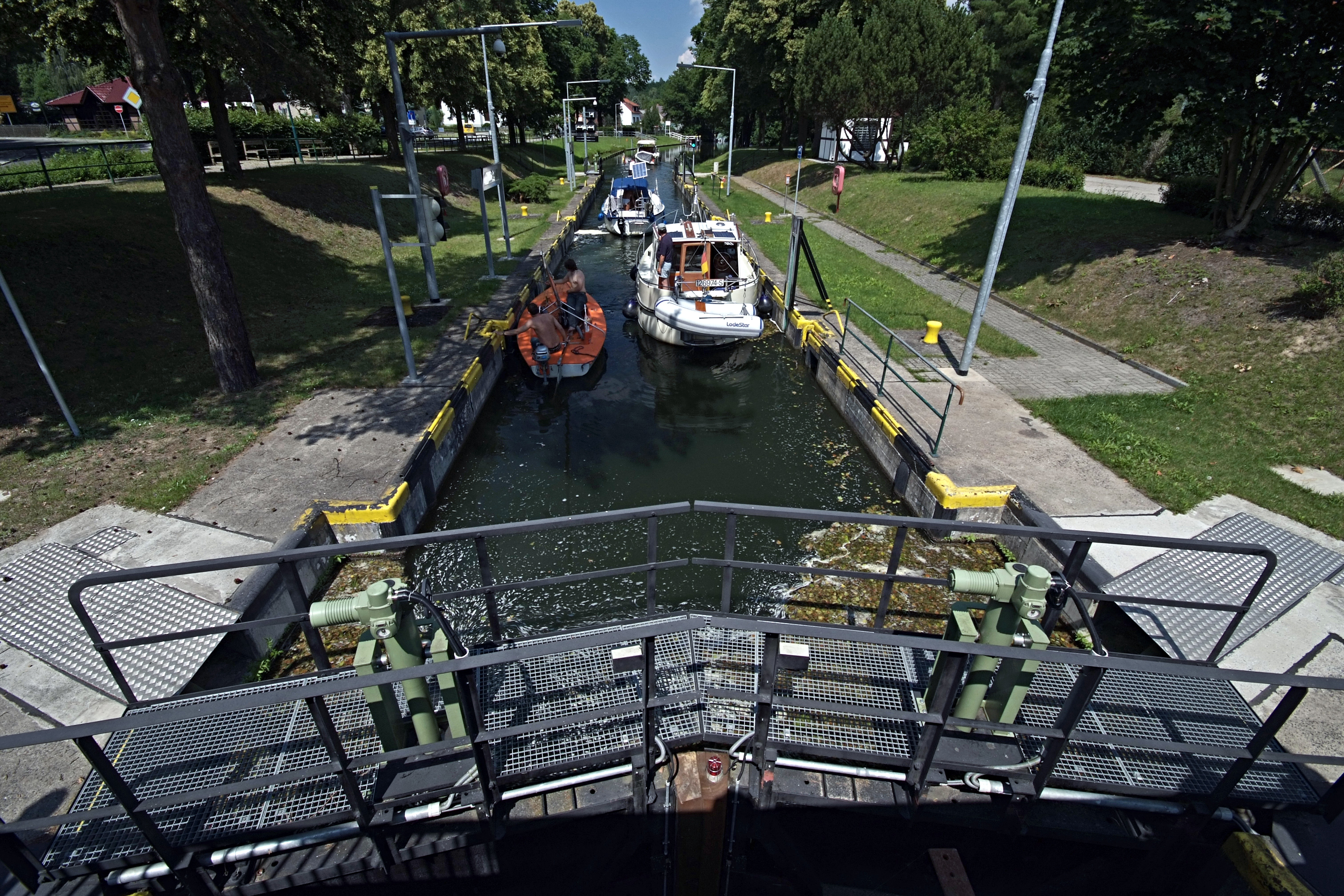
Schleuse Eichhorst

Der schiffbare Werbellinkanal (WbK) verbindet den Werbellinsee mit dem Oder-Havel-Kanal und dem Finowkanal. Er ist Bestandteil der 17 km langen Bundeswasserstraße Werbelliner Gewässer (10 km Werbelliner See und 7 km Werbellinkanal) als Seitengewässer der Havel-Oder-Wasserstraße (HOW). Der Abschnitt nördlich der HOW ist mit der Wasserstraßenklasse I ausgewiesen. Zuständig ist das Wasserstraßen- und Schifffahrtsamt Oder-Havel.

## Geschichte
Bereits 1609 wurde der Werbellinsee über den Nettelgraben zur Speisung des ersten Finowkanals angezapft. Der Ausbau zum Werbellinkanal erfolgte 1765, um die Wasserversorgung des 1746 fertiggestellten zweiten Finowkanals zu verbessern. Die Wasserentnahme hatte ein Sinken des Wasserspiegels im Werbellinsee zur Folge. Der Kanal überwindet durch die Kanalstufen Eichhorst und Rosenbeck das Gefälle zum Oder-Havel-Kanal und dient in Trockenzeiten – wie einst der Finowkanal – zur ergänzenden Wasserversorgung der Scheitelhaltung der Havel-Oder-Wasserstraße und ansonsten der Sportschifffahrt.
Der 1914 fertiggestellte Oder-Havel-Kanal verläuft hier einen Kilometer nördlich des Finowkanals, weshalb der Werbellinkanal jetzt nördlich von Marienwerder in diesen einmündet. Der 3,15 Kilometer lange Kanalabschnitt, der südwestlich des Oder-Havel-Kanals liegt, wurde bis 2011 auf einer Länge von 400 Meter als sonstige Binnenwasserstraße des Bundes genutzt. Die restlichen 2,73 Kilometer wurden in den 1920er und 1930er Jahren verfüllt und nachfolgend landwirtschaftlich genutzt. 
Im Rahmen der vom Land Brandenburg geförderten Wassertourismusinitiative Nordbrandenburg (WIN) wurde dieses Teilstück zwischen September 2008 und Juni 2011 mit einem Aufwand von 4,5 Millionen Euro wiederhergestellt, um dem Wassertourismus die Möglichkeit zu geben, die Strecke zwischen Werbellinsee und Finowkanal ohne Benutzung des viel befahrenen Oder-Havel-Kanals zurücklegen zu können.
2015 wurde der Abschnitt des Kanals allerdings für die Schifffahrt gesperrt. Wegen Beschädigungen an Böschungen und Sohle war laut zuständigem Landesumweltamt die Standfestigkeit der Kanaldämme beeinträchtigt, sodass dringende Instandsetzungen zur Freigabe notwendig waren. Die endgültige Wiedereröffnung erfolgte dann im Februar 2019.
Der Werbellinkanal ist als Landeswasserstraße klassifiziert.

## Schleusen
- Schleuse Rosenbeck
- Schleuse Eichhorst